# Maxi Rolón
Maximiliano Brian 'Maxi' Rolón (Rosario, 19 gennaio 1995 – Casilda, 14 maggio 2022) è stato un calciatore argentino, di ruolo attaccante.
È scomparso prematuramente a causa di un incidente stradale, insieme al fratello gemello Ariel.

## Caratteristiche tecniche
Era un'ala destra molto rapida, che poteva giocare anche sul versante opposto.

## Carriera

### Nazionale
Prese parte al Campionato sudamericano Under-20 2015 (3 presenze, 1 gol) ed ai Mondiali Under-20 2015.

## Palmarès

### Club

#### Competizioni giovanili
- UEFA Youth League: 1

Barcellona : 2013-2014

#### Competizioni statali
- Campionato paulista: 1

Santos: 2016

### Nazionale
- Campionato sudamericano Under-20: 1

Uruguay 2015